# Veronica onoei
Veronica onoei är en grobladsväxtart som beskrevs av Adrien René Franchet och Sav.. Veronica onoei ingår i släktet veronikor, och familjen grobladsväxter. Inga underarter finns listade i Catalogue of Life.

## Bildgalleri

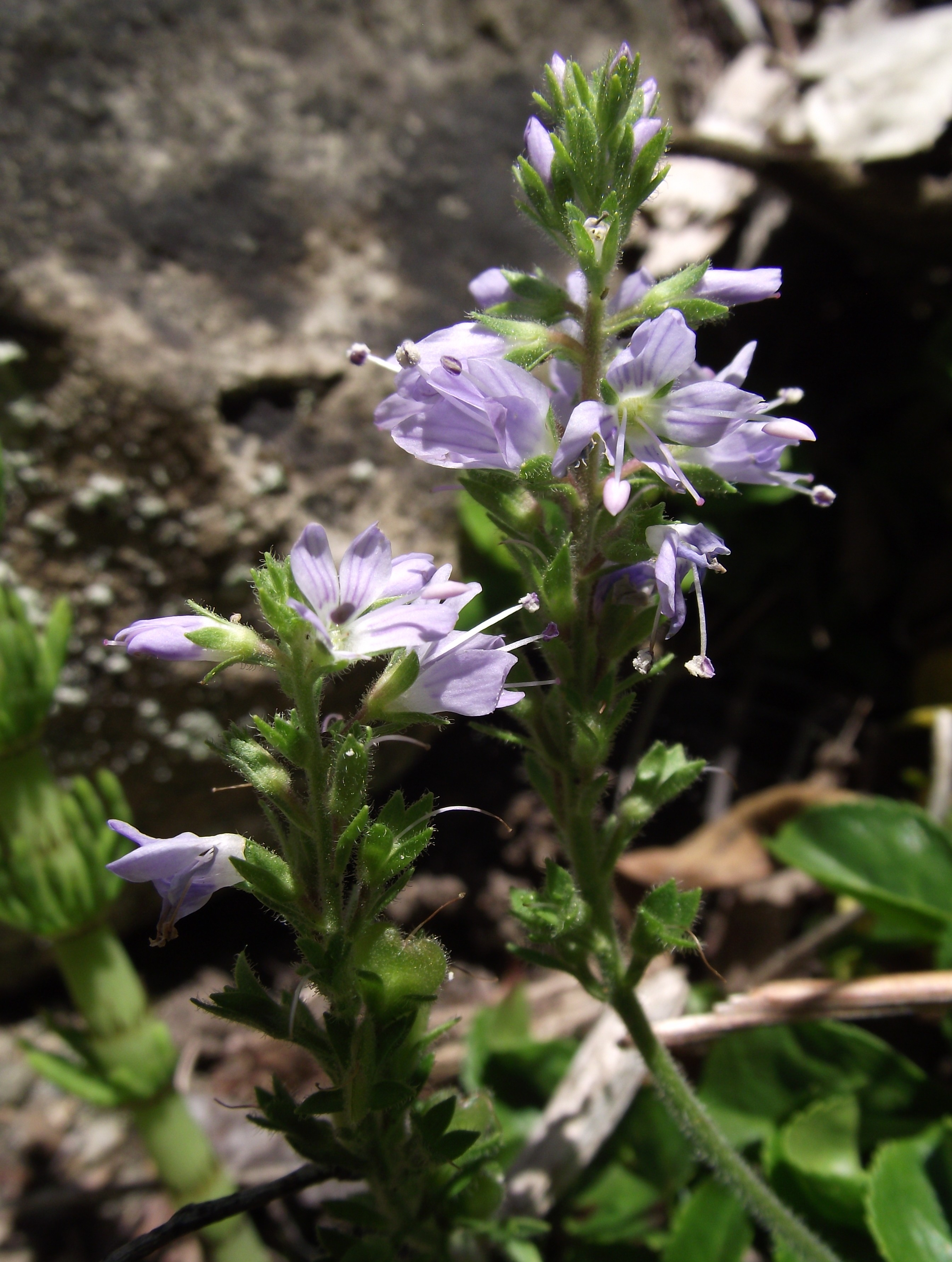